# Polyvinylalkohol

Strukturformel för PVA-plastens monomer

Polyvinylalkohol (PVOH, PVA, eller PVAl) är en polymer som löser sig i vatten, ej att förväxlas med polyvinylacetat, som även det kan förkortas PVA. Polyvinylalkohol används på grund av att den är vattenlöslig bland annat till omslagsplast runt diskmaskinstabletter.

## Egenskaper
Plasten har en hög draghållfasthet och flexibilitet. Men dess egenskaper är beroende av fukt, med andra ord, ju högre luftfuktighet desto mer vatten absorberas. PVA är bionedbrytbar och fullt upplösande. Vattnet fungerar som mjukgörare och minskar dess draghållfasthet. 
Trenden att göra slime blir allt större bland barn runt hela världen. PVA finns nämligen i hobbylim/skollim och om man blandar det med borax/boratbuffert/borsyra osv kan man få ett resultat som liknar slime.
PVA bryts ned snabbt över 200°C, har en smältpunkt på 230°C. Eldar man upp den får man koldioxid och vatten. Den är också resistent mot olja, fett och lösningsmedel, samt är luktfritt och giftfritt. 
Förutom till diskmaskinstabletter används PVA i olika medicinska sammanhang. På sjukhus läggs smutstvätt i PVA-säcken som sedan kastas i tvättmaskinen. Säcken löses upp och sköljs sedan ut med avloppsvattnen.